# Juniorvärldsmästerskapen i alpin skidsport 2021
Juniorvärldsmästerskapen i alpin skidsport 2021 ägde rum den 3–10 mars 2021 i Bansko i Bulgarien. Mästerskapen var de 40:e i ordningen. Det var första gången som Bulgarien arrangerade juniorvärldsmästerskapen. 

## Program
Alla tider är lokala (UTC + 2).
| Datum   | Tid         | Disciplin          |
| ------- | ----------- | ------------------ |
| 3 mars  | 11:00       | Super-G, herrar    |
| 4 mars  | 10:00 13:00 | Storslalom, herrar |
| 5 mars  | 9:00 11:30  | Slalom, herrar     |
| 8 mars  | 11:00       | Super-G, damer     |
| 9 mars  | 10:00 13:00 | Storslalom, damer  |
| 10 mars | 9:00 11:30  | Slalom, damer      |

## Resultat och medaljöversikt

### Herrar
| Disciplin  | Guld              | Guld    | Silver            | Silver  | Brons         | Brons   |
| Super-G    | Giovanni Franzoni | 49,70   | Lukas Feurstein   | 49,74   | Gaël Zulauf   | 49,75   |
| Storslalom | Lukas Feurstein   | 1.45,33 | Giovanni Franzoni | 1.46,05 | Kaspar Kindem | 1.46,22 |
| Slalom     | Benjamin Ritchie  | 1.40,36 | Fadri Janutin     | 1.40,84 | Joshua Sturm  | 1.41,06 |

### Damer
| Disciplin  | Guld                  | Guld    | Silver               | Silver  | Brons           | Brons   |
| Super-G    | Lena Wechner          | 53,32   | Magdalena Kappaurer  | 53,56   | Magdalena Egger | 53,69   |
| Storslalom | Hanna Aronsson Elfman | 1.46,54 | Marte Monsen         | 1.47,29 | Neja Dvornik    | 1.47,42 |
| Slalom     | Sophie Mathiou        | 1.40,24 | Moa Boström Müssener | 1.40,44 | A J Hurt        | 1.40,45 |